# Jazmine Sullivan
Jazmine Marie Sullivan (Filadélfia, Pennsylvania, 9 de abril de 1987) é uma cantora e compositora americana de R&B. Jazmine é grande amiga e colega de trabalho de Missy Elliot, seu primeiro single, "Need U Bad", do álbum Fearless, alcançou o primeiro lugar no Billboard's Hot R&B/Hip-Hop Songs, enquanto seu segundo single, "Bust Your Windows", alcançou o quarto lugar. Elementos de diversos gêneros musicais, como reggae, dub, pop, jazz, Neo soul e doo-wop, podem ser identificados em suas músicas.

## Biografia
Nascida e criada na Philadelphia, Pennsylvania, Jazmine Sullivan é a irmã do meio entre um irmão mais velho, Donnell, e um irmão mais novo, Andre. Sua mãe, Pam, é uma antiga cantora de fundo da Philadelphia International Records. Quando tinha 5 anos, seu pai foi contratado para supervisionar o Historic Strawberry Mansion, um monumento da cidade, e sua família se mudou para lá. Ela se formou em 2005 no Philadelphia High School no curso de Creative/Performing Arts, aonde ela era a vocalista. Sullivan começou a cantar no coral infantil da Igreja e mais tarde no coral adulto. O contato de Jazmine com a música, inicialmente, foi limitado. "Eu cantava na Igreja e apareciam algumas oportunidades de contrato em gravadoras gospel, mas eu tinha 11 anos e não estava pronta para isso," ela diz. "E então, quando houve uma grande competição para crianças no McDonald's e eu tive a chance de participar cantando 'Accept What God Allows', a audiência respondeu muito bem". Aos 13 anos, Jazmine cantou com Stevie Wonder no aniversário do neto do cantor. Um pouco mais velha, aos 15 anos, Sullivan costumava cantar em um clube, em sua cidade natal, direcionado para mulheres vocalistas, chamado Black Lily. Ela conseguiu, então, um contrato com a Jive Records, aos 16 anos. Lá, Jazmine gravou um álbum completo com o título de Break My Little Heart (Quebre Meu Pequeno Coração, em tradução livre), mas o lançamento nunca aconteceu e, com a música pop em voga, ela foi demitida da gravadora. Jazmine continuou amiga da também cantora Missy Elliott, que produziu algumas faixas do álbum, e continuou escrevendo músicas até que foi contratada pela sua atual gravadora, J Records (RCA Records, atualmente).

## Carreira musical

### 2004: Primeiros anos
Antes de lançar seu primeiro álbum, Jazmine escreveu uma música e a gravou com os produtores Cool & Dre, com o título de "Say I". A música foi dada para a então namorada de Dre Christina Milian para seu terceiro álbum, So Amazin'. A música se tornou o single principal da cantora e alcançou o 13º lugar no Billboard Hot R&B/Hip-Hop Songs e 21º lugar no Hot 100 da Billboard.
Após alcançar seu próprio sucesso, escrevendo seu álbum completo, Jazmine escreveu diversas canções para cantores famosos, sendo algumas delas I'm His Only Woman de Jennifer Hudson, Everything to Me de Monica, Selfish (I Want You to Myself) de Fantasia e I Don’t Know Why, But I Do de Chrisette Michele.

### 2008-2009:Fearless

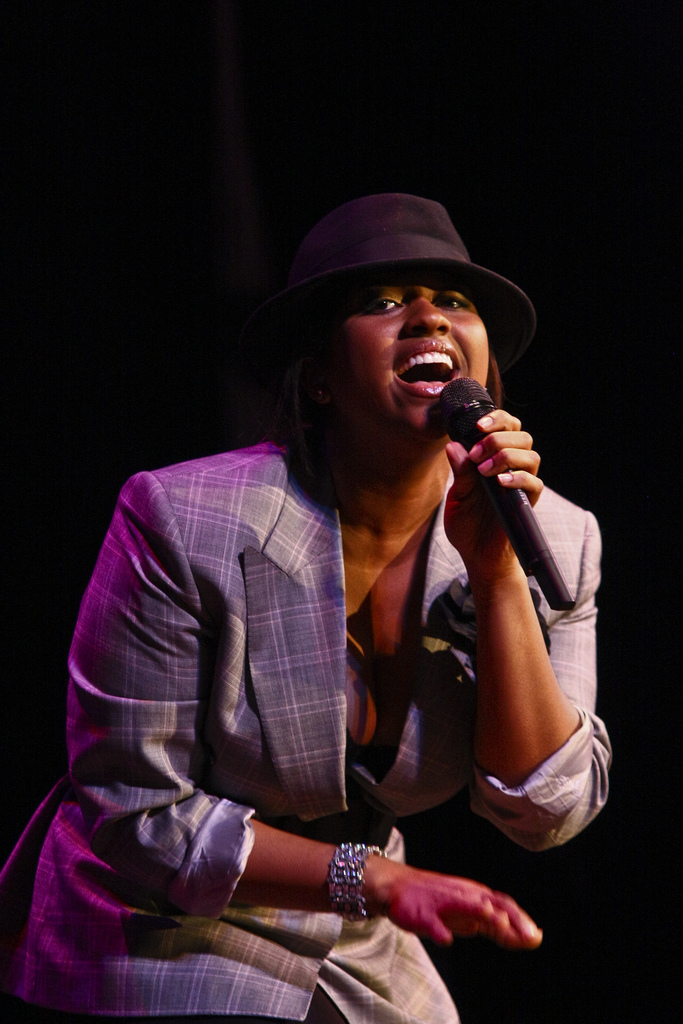
Sullivan em 2009.

Sullivan fez sucesso pela primeira vez quando seu primeiro single "Need U Bad" foi lançado em maio de 2008. A música alcançou primeiro lugar no Billboard Hot R&B/Hip-Hop Songs e também alcançou o 37º lugar no Billboard Hot 100.
O primeiro álbum de Jazmine, Fearless, foi lançado nos Estados Unidos dia 23 de setembro de 2008. Sullivan escreveu todas as músicas do álbum, e também o produziu ao lado de Missy Elliott, Salaam Remi e Peter Edge. O álbum alcançou 1º lugar no Billboard Top R&B/Hip Hop Albums e 6º lugar no Billboard 200. O álbum está quase alcançando um certificado de Ouro do RIAA, já que vendeu mais de 517.000 cópias nos Estados Unidos até agora.
Jazmine seguiu o sucesso com o seu álbum Fearless em seu segundo single, "Bust Your Windows", que foi lançado em setembro de 2008 e alcançou o quarto lugar no Billboard Hot R&B/Hip-Hop Songs e 31º no Billboard Hot 100, virando seu single de maior sucesso e também o mais polêmico, pois conta a história de uma mulher que, após traída pelo namorado, "quebra as janelas de seu carro". Jazmine já declarou em diversas entrevistas que ela realmente "quebrou as janelas" do carro de um ex-namorado que, assim como na música, a traiu, e que foi dessa situação que ela se inspirou para escrever a música. "Bust Your Windows" foi indicado para o Grammy na categoria de Melhor Canção R&B, porém não foi a vencedora. Em 2014, seis anos após o sucesso de "Bust Your Windows", Stevie Wonder declarou que já considera a música um clássico. "Lions, Tigers & Bears" foi lançado como o terceiro single do álbum em dezembro de 2008. Alcançou o 10º lugar no Billboard Hot R&B/Hip-Hop Songs.
Depois, Jazmine conseguiu sucesso na Europa lançando o single "Dream Big" como seu primeiro single oficial europeu, em fevereiro de 2009, apesar da música não ter repercutido como o esperado. "Dream Big", então, foi lançado como o quarto single americano em abril, mas também não obteve o sucesso esperado nos Estados Unidos. O quinto e último single do álbum foi "In Love with Another Man", lançado em agosto de 2009. Teve um sucesso moderado, alcançando o 37º lugar no Billboard Hot R&B/Hip-Hop Songs. "Switch!" seria lançado como sexto single em novembro de 2009, porém foi cancelado.
Sullivan participou da música "Smoking Gun", do cantor Jadakiss, em seu álbum The Last Kiss, em 2009. Jazmine também abriu os shows de Ne-Yo em 2009, na tour de seu álbum Year of the Gentleman. Também participou da música "Champion", de Ace Hood e da música "Different Languages", de Snoop Dogg, entre outras.

### 2009-2011:Love Me Back
Jazmine começou a trabalhar em seu segundo álbum em 2009. Alguns produtores que contribuíram com o álbum incluem Ne-Yo, Carlos McKinney, Ryan Leslie, Lamb, sua amiga Missy Elliott e Salaam Remi, que produziu a maioria das músicas de seu primeiro álbum, "Fearless". Algumas músicas gravadas para o álbum incluem "Blow", "Don't Make Me Wait", e uma sequência para sua música de maior sucesso, "Bust Your Windows", com o título de "You Get On My Nerves", com participação de Ne-Yo.
Love Me Back, o segundo álbum de Jazmine, foi lançado dia 30 de novembro de 2010. O single principal, "Holding You Down (Goin' In Circles)", foi lançado dia 10 de julho de 2010 e alcançou o terceiro lugar no Billboard Hot R&B/Hip-Hop Songs.
O segundo single, "10 Seconds", foi lançado em setembro e alcançou o 31º lugar no Hot R&B/Hip-Hop Songs. O clipe da música foi lançado em 22 de novembro.
"Excuse Me" estava programado para ser o terceiro single, após grande insistência de Jazmine, que já havia declarado que essa era sua música preferida do álbum, porém foi cancelado.
Em dezembro de 2010, a Billboard honrou Jazmine como 'Rising Star' (Estrela em ascensão, em tradução livre) de 2010, prêmio que, em 2009, foi dado à Lady GaGa.

### 2011-2016:Reality Show
Em meados de 2011, alguns meses após surpreender seus fãs ao anunciar que estava se retirando do ramo musical, pois precisava "se encontrar", Jazmine comunicou em seu Twitter oficial que começaria a gravar seu terceiro álbum. No final de março de 2014, a cantora se apresentou em um show em Londres, onde afirmou que seu novo álbum, intitulado "Reality Show", seria lançado no final do ano ou no início de 2015. Para a surpresa de todos seus fãs, revelou, também, que seu hiatus era por conta de um relacionamento abusivo. O primeiro single de seu terceiro álbum, "Dumb", com participação do rapper Meek Mill, foi lançado em 12 de maio de 2014. No dia 3 de setembro do mesmo ano, o segundo single do álbum, "Forever Don't Last", foi divulgado. Em uma entrevista para a Billboard, Jazmine revelou que "Forever Don't Last" é a "música mais pessoal" do álbum, e que ela está "basicamente chorando durante a música. É uma balada, e é a Jazmine clássica. A música é sobre superação, e por esse motivo é tão pessoal." "Reality Show" foi lançado dia 13 de janeiro de 2015, recebendo muitos elogios de críticos de música de todo o mundo.

Em 2015, Jazmine participou da trilha sonora do filme What Happened, Miss Nina?, um documentário do Netflix sobre a cantora Nina Simone, com a música "Baltimore". O álbum é um tributo à cantora e diversos nomes do R&B atual também participaram do projeto, como Mary J. Blige e Usher.

Seu álbum "Reality Show" foi indicado a três categorias do Grammy: Melhor Performance de R&B e Melhor Canção de R&B, ambas pela música "Let It Burn", e Melhor Álbum de R&B.
Em 2016, Sullivan participou do álbum visual "Endless", de Frank Ocean, de quem ela já havia expressado diversas vezes o imenso desejo de colaborar musicalmente. Jazmine emprestou seus vocais para quatro músicas do álbum: "Alabama", "Wither", "Hublots" e "Rushes".

## Discografia

### Álbuns
| Ano  | Detalhes do álbum                                                  | Melhores Posições | Melhores Posições | Melhores Posições | Vendas         | Certificações   |
| Ano  | Detalhes do álbum                                                  | US                | US R&B/HH         | US R&B            | Vendas         | Certificações   |
| ---- | ------------------------------------------------------------------ | ----------------- | ----------------- | ----------------- | -------------- | --------------- |
| 2008 | Fearless - Lançamento: 23 de Setembro de 2008 - Gravadora: J       | 6                 | 1                 | —                 | - EUA: 550,000 | - RIAA: Platina |
| 2010 | Love Me Back - Lançamento: 30 de Novembro de 2010 - Gravadora: J   | 17                | 5                 | —                 | - EUA: 230,000 |                 |
| 2015 | Reality Showk - Lançamento: 13 de Janeiro de 2015 - Gravadora: RCA | 12                | 1                 | 1                 | - EUA: 217,000 |                 |

### EP
| Ano  | Detalhes do álbum                                                | Melhores Posições | Melhores Posições | Melhores Posições | Melhores Posições | Vendas         | Certificações |
| Ano  | Detalhes do álbum                                                | US                | US R&B/HH         | US R&B            | UK                | Vendas         | Certificações |
| ---- | ---------------------------------------------------------------- | ----------------- | ----------------- | ----------------- | ----------------- | -------------- | ------------- |
| 2021 | Heaux Tales - Lançamento: 08 de Janeiro de 2021 - Gravadora: RCA | 4                 | 2                 | 1                 | 79                | - EUA: 600,000 | - RIAA: Ouro  |

### Singles
| Ano  | Canção                              | Melhores Posições | Melhores Posições | Melhores Posições | Melhores Posições | Melhores Posições | Melhores Posições | Melhores Posições | Melhores Posições | Álbum          |
| Ano  | Canção                              | EUA               | R&B/HH            | R&B/HH Airplay    | Hot Adult R&B     | R&B               | GRE               | NZ Hot            | TUR               | Álbum          |
| ---- | ----------------------------------- | ----------------- | ----------------- | ----------------- | ----------------- | ----------------- | ----------------- | ----------------- | ----------------- | -------------- |
| 2008 | Need U Bad                          | 37                | 1                 | 1                 | 2                 | —                 | —                 | —                 | —                 | Fearless       |
| 2008 | Bust Your Windows                   | 31                | 4                 | 4                 | 22                | —                 | —                 | —                 | —                 | Fearless       |
| 2009 | Lions, Tigers & Bears               | 74                | 10                | 10                | 11                | —                 | —                 | —                 | —                 | Fearless       |
| 2009 | Dream Big                           | —                 | —                 | —                 | —                 | —                 | 6                 | —                 | 40                | Fearless       |
| 2010 | Holding You Down (Goin' In Circles) | 60                | 3                 | 3                 | 26                | —                 | —                 | —                 | —                 | Love Me Back   |
| 2010 | 10 Seconds                          | 106               | 15                | 15                | 13                | —                 | —                 | —                 | —                 | Love Me Back   |
| 2010 | Excuse Me                           | —                 | 71                | 68                | 23                | —                 | —                 | —                 | —                 | Love Me Back   |
| 2014 | Dumb (feat. Meek Mill)              | —                 | —                 | 45                | —                 | —                 | —                 | —                 | —                 | Reality Show   |
| 2014 | Forever Don't Last                  | —                 | —                 | 37                | 10                | —                 | —                 | —                 | —                 | Reality Show   |
| 2015 | Let It Burn                         | —                 | —                 | 30                | 4                 | 22                | —                 | —                 | —                 | Reality Show   |
| 2017 | Insecure (com Bryson Tiller)        | —                 | —                 | 46                | 30                | 19                | —                 | —                 | —                 | Insecure (OST) |
| 2020 | Lost One                            | —                 | —                 | —                 | —                 | 9                 | —                 | —                 | —                 | Heaux Tales    |
| 2020 | "Pick Up Your Feelings"             | 95                | 27                | 35                | 17                | 9                 | —                 | —                 | —                 | Heaux Tales    |
| 2021 | "Girl Like Me" (feat. H.E.R.)       | 97                | 29                | —                 | —                 | 10                | —                 | 27                | —                 | Heaux Tales    |

### Participações em álbuns
- "I Am", Kindred the Family Soul (feat. Jazmine Sullivan), Surrender to Love (2004)
- "Selfish (I Want You to Myself)", Fantasia (feat. Jazmine Sullivan & Missy Elliott), Free Yourself (2004)
- "Different Languages", Snoop Dogg (feat. Jazmine Sullivan), Malice n Wonderland (2009)
- "Million Dolla Baby", Robin Thicke (feat. Jazmine Sullivan), Sex Therapy (2009)
- "Champion", Ace Hood (feat. Rick Ross & Jazmine Sullivan), Ruthless (2009)
- "World Tour", Wale, (feat. Jazmine Sullivan), Attention Deficit (2009)
- "Gonna Make It", Mary J. Blige (feat. Jazmine Sullivan), Stronger With Each Tear (2009)
- "Dying In Your Arms", T.I. (feat. Jazmine Sullivan), No Mercy (2010)
- "Cocaine", Eminem (feat. Jazmine Sullivan), Look At Me Now (2011)
- "Choose Up", Jah Cure (feat. Jazmine Sullivan), World Cry (2012)
- "You're My Everything", Robert Glasper (feat. Bilal & Jazmine Sullivan), Black Radio 2 (2013)
- "Alabama", Frank Ocean (feat. Sampha & Jazmine Sullivan), Endless (2016)
- "Wither", Frank Ocean (feat. Jazmine Sullivan), Endless (2016)
- "Hublots", Frank Ocean (feat. Jazmine Sullivan), Endless (2016)
- "Rushes", Frank Ocean (feat. Jazmine Sullivan), Endless (2016)
- "Meditation", GoldLink (feat. Jazmine Sullivan & Kaytranada), At What Cost (2017)
- "Sideline", Niia (feat. Jazmine Sullivan), I (2017)
- "Loved By You", Mali Music (feat. Jazmine Sullivan), The Transition of Mali (2017)

### Como compositora
- "Say I", Christina Milian (feat. Young Jeezy), So Amazin' (2004)
- "Twisted", Christina Milian, So Amazin' (2004)
- "I'm His Only Woman", Jennifer Hudson (feat. Fantasia), Jennifer Hudson (2008)
- "Everything to Me", Monica, Still Standing (2010)
- "I Don’t Know Why, But I Do", Chrisette Michele, Let Freedom Reign (2010)
- "If You Were My Man", Monica, Still Standing (2010)
- "Anything (To Find You)", Monica, New Life (2011)
- "Until It's Gone", Monica, New Life (2011)
- "Cry", Monica, New Life (2011)
- "Still Love You", Tamia, Beautiful Surprise (2012)
- "Now or Never", Kendrick Lamar, good kid, m.A.A.d city (2012)
- "Drive By", Jessica Sanchez, Me, You & the Music (2013)
- "Cried", Candice Glover, Music Speaks (2014)
- "I Want You', Mary J. Blige,Think Like a Man Too (2014)
- "He Is", Faith Evans, Incomparable (2014)
- "Thick of It", Mary J. Blige, Strength of a Woman (2017)
- "Set Me Free", Mary J. Blige, Strength of a Woman (2017)
- "Glow Up", Mary J. Blige, Strength of a Woman (2017)
- "Thank You", Mary J. Blige (feat. DJ Khaled, Missy Elliott, Quavo), Strength of a Woman (2017)

## Influências
Jazmine afirma que cresceu ouvindo muitos cantores gospel, como Dorinda Clark Cole e o grupo The Clark Sisters e Kim Burrell, quem ela afirma ser sua cantora preferida de todos os tempos. Mais velha, começou a ouvir R&B e soul e a ser influenciada por Brandy Norwood, Aretha Franklin, Stevie Wonder, Donny Hathaway, Lauryn Hill e Changing Faces.

## Filmografia
Jazmine fez a sua estreia como atriz no drama de ação independente Red Tails. O filme fala do primeiro esquadrão de pilotos negros a voar pelas Forças Aéreas dos Estados Unidos na Segunda Guerra Mundial. Fazem também parte do filme Bryan Cranston, Cuba Gooding Jr., Terrence Howard e o cantor Ne-Yo. Jazmine interpreta Deborah 'Love Bunny' Gannett.
- 2012: Red Tails como Deborah 'Love Bunny' Gannett

## Prêmios/Indicações
- Billboard Awards: Women in Music
  - 2010, Billboard Rising Star Award (Vencedora)

- BET Awards
  - 2009, Melhor Cantora de R&B Feminina (Indicada)
  - 2009, Melhor Nova Artista (Indicada)
  - 2009, BET Centric Award (Vencedora)
  - 2015, BET Centric Award: "Dumb (feat. Meek Mill)" (Indicada)

- Grammy Awards
  - 2009, Melhor Nova Artista (Indicada)
  - 2009, Melhor Vocal Feminina de R&B: "Need U Bad" (Indicada)
  - 2009, Melhor Álbum de R&B Contemporâneo: "Fearless" (Indicada)
  - 2009, Melhor Canção de R&B: "Bust Your Windows" (Indicada)
  - 2009, Melhor Vocal Tradicional de R&B: "In Love With Another Man" (Indicada)
  - 2010, Melhor Vocal Feminina de R&B: "Lions, Tigers & Bears" (Indicada)
  - 2010, Melhor Canção de R&B: "Lions, Tigers & Bears" (Indicada)
  - 2011, Melhor Vocal Feminina de R&B: "Holding You Down (Goin' In Circles)" (Indicada)
  - 2016, Melhor Performance de R&B: "Let It Burn" (Indicada)
  - 2016, Melhor Canção de R&B: "Let It Burn" (Indicada)
  - 2016, Melhor Álbum de R&B: "Reality Show" (Indicada)
  - 2020, Melhor Performance de R&B Tradicional: "Built For Love" (Indicada)
  - 2022, Melhor Canção de R&B: "Pick Up Your Feelings" (Indicada)
  - 2022, Melhor Álbum de R&B: "Heaux Tales" (Vencedora)
  - 2022, Melhor Performance de R&B: "Pick Up Your Feelings" (Vencedora)

- NAACP Image Award
  - 2009, Melhor Nova Artista (Indicada)
  - 2016, Melhor Artista Feminina (Indicada)
  - 2016, Melhor Canção: "Let It Burn" (Indicada)

- Soul Train Music Awards
  - 2009, Melhor Nova Artista (Indicada)
  - 2009, Melhor Canção de R&B: "Lions, Tigers and Bears" (Indicada)

- ASCAP Award
  - 2011, Canção R&B/Hip Hop: "Holding You Down (Goin' In Circles)" (Vencedora)
  - 2011, Canção R&B/Hip Hop: "Everything to Me" (Vencedora) (Como compositora)